# زاکرنت، شهرستان اوتووتسک
زاکرنت (به لهستانی: Zakręt؛ ‏ تلفظ لهستانی: [ˈzakrɛnt]) یک منطقهٔ مسکونی در لهستان است که در گمینا ویانزوونا واقع شده‌است.